# Kimberley (Australia)
Il Kimberley è una delle nove regioni dell'Australia Occidentale, situata nella parte più settentrionale dello Stato. Essa si estende su una superficie di 423.517 chilometri quadrati e ha una popolazione di circa 41.000 abitanti. La regione si affaccia a nord sul Mar di Timor, ad ovest sull'oceano Indiano e confina ad est con il Territorio del Nord. Il Kimberley è suddiviso nelle seguenti Local Government Areas:
- Contea di Broome
- Contea di Derby-West Kimberley
- Contea di Halls Creek
- Contea di Wyndham-East Kimberley

## Storia

Una mappa della regione del Kimberley

Il Kimberley fu una delle prime zone dell'Australia in cui si insediarono gli esseri umani, con i primi arrivi testimoniati da reperti risalenti a circa 40.000 anni fa ed attribuiti a popolazioni provenienti dall'odierna Indonesia. Il primo europeo ad esplorare la regione fu Alexander Forrest, che compì la traversata dalla costa ovest fino al Territorio del Nord nel 1879. Fu lui a scoprire e battezzare i fiumi Margaret e Ord, la King Leopold Ranges e la fertile zona fra il Fitzroy river e l'Ord. Egli si specializzò in seguito come un agente specializzato nella locazione di terreni, affittando oltre 210.000 chilometri quadrati della regione nel 1883.
Nel 1881 Philip Saunders ed Adam Johns trovarono l'oro in diverse zone del Kimberley, mentre nello stesso anno i primi allevatori occuparono il territorio nella zona di Beagle Bay, battezzando quelle terre Yeeda Station. Negli anni immediatamente successivi giunsero altri pionieri, sia per cercare nuovi territori per il pascolo che a causa della scoperta dell'oro nella zona di Halls Creek.

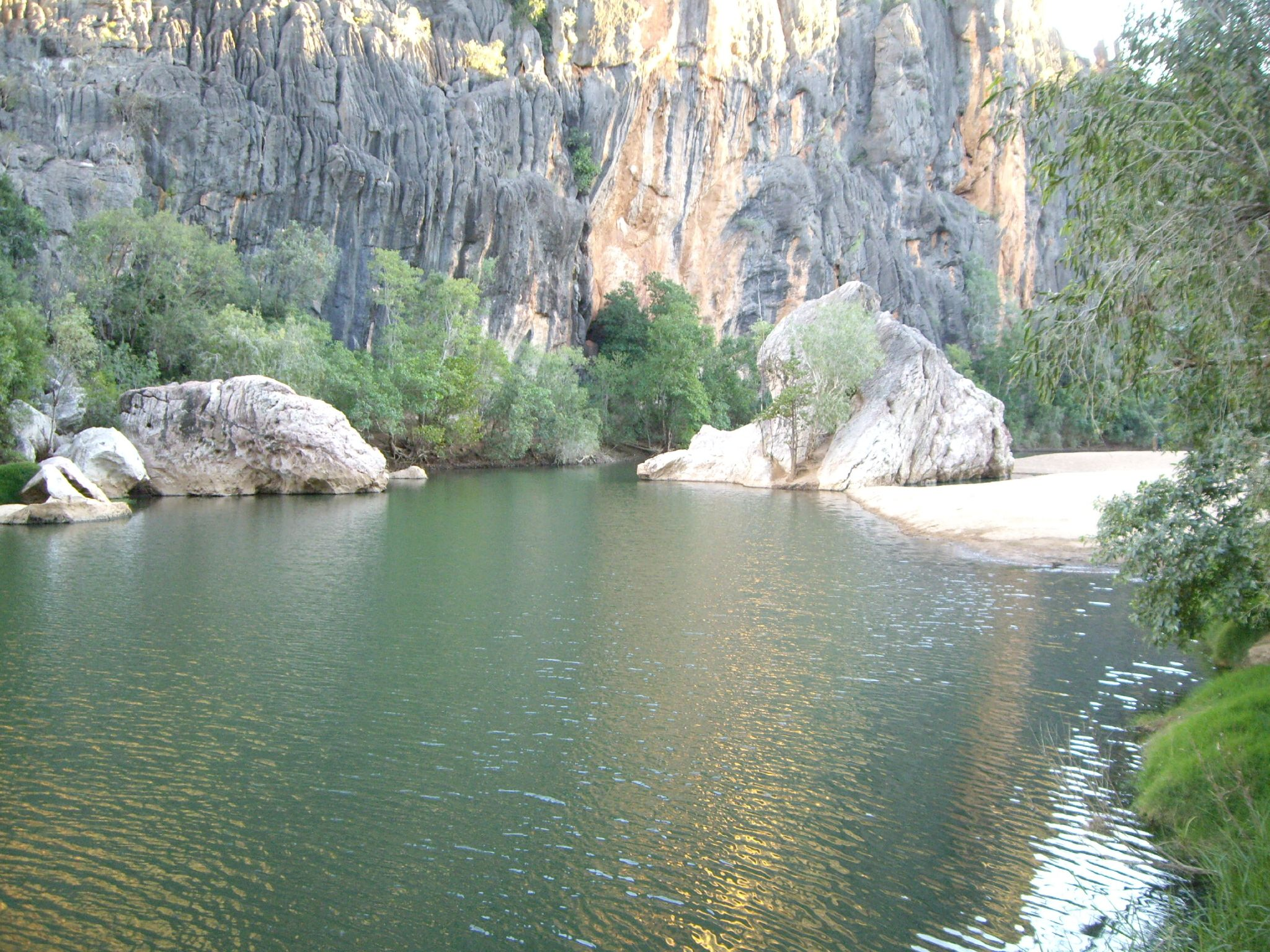
Il Lennard River.

La popolazione del Kimberley, benché ammonti a soli 41.000 abitanti, è in crescita più rapida di quanto non sia quella del resto dell'Australia Occidentale (poco meno del 5% l'anno, circa il triplo di quella dello Stato); oltre alle 3 città più importanti di Broome (15.000 abitanti), Kununurra (5.000 abitanti) e Derby (3.600 abitanti), non vi sono altri centri che superino i 2.000 abitanti e la popolazione risulta sparsa in maniera abbastanza uniforme sul territorio della regione. Circa un terzo degli abitanti del Kimberley sono di origine aborigena.

## Geografia e clima
Nel Kimberley si trovano catene montuose antiche e ripide, dalle quali il clima estremo ha rimosso la maggior parte della terra lasciando solamente roccia (a parte che nelle valli dei fiumi Ord, Fitzroy a sud e Robinson). Benché nessuno dei monti del Kimberley raggiunga i 1.000 metri di altezza, la loro disposizione ed i fianchi scoscesi rendono molto complicato l'attraversamento di gran parte della regione, specialmente durante la stagione delle piogge in cui spesso le strade sono allagate.
Il clima del Kimberley è di tipo monsonico tropicale. Circa il 90% delle piogge si verifica durante i mesi che vanno da novembre ad aprile, con i cicloni abbastanza comuni soprattutto nella zona di Broome. Le precipitazioni sono maggiori nel nord-ovest (circa 1270 millimetri) ed inferiori nella zona sud-orientale (circa 520 millimetri). Durante la stagione secca, fra maggio ed ottobre, i venti da sudest portano giornate molto calde e notti fredde. I cambiamenti climatici hanno fatto sì che dal 1967 si registrino circa 250 millimetri di pioggia in più sull'intera regione nel corso dell'anno (anche se recenti studi imputano questo effetto all'inquinamento atmosferico proveniente dall'Asia e non al riscaldamento globale.) Nel 1997 e nel 2000 si verificarono piogge particolarmente imponenti, con conseguenti piene record dei fiumi del Kimberley. Questa è la più calda regione australiana, con le temperature massime spesso oltre i 30 gradi anche durante il mese di luglio (l'inverno australiano).
La maggior parte della regione è ricoperta da zone savaniche, dominate da bassi eucalipti e boab. In alcune gole riparate del piovoso nord si possono trovare zone ricoperte da foresta pluviale, sconosciute alla scienza fino ad epoche recenti (1965). Queste zone umide sono fra le più floristicamente ricche dell'Australia, dopo le zone tropicali e la parte sud-occidentale dell'Australia Occidentale.

## Geologia

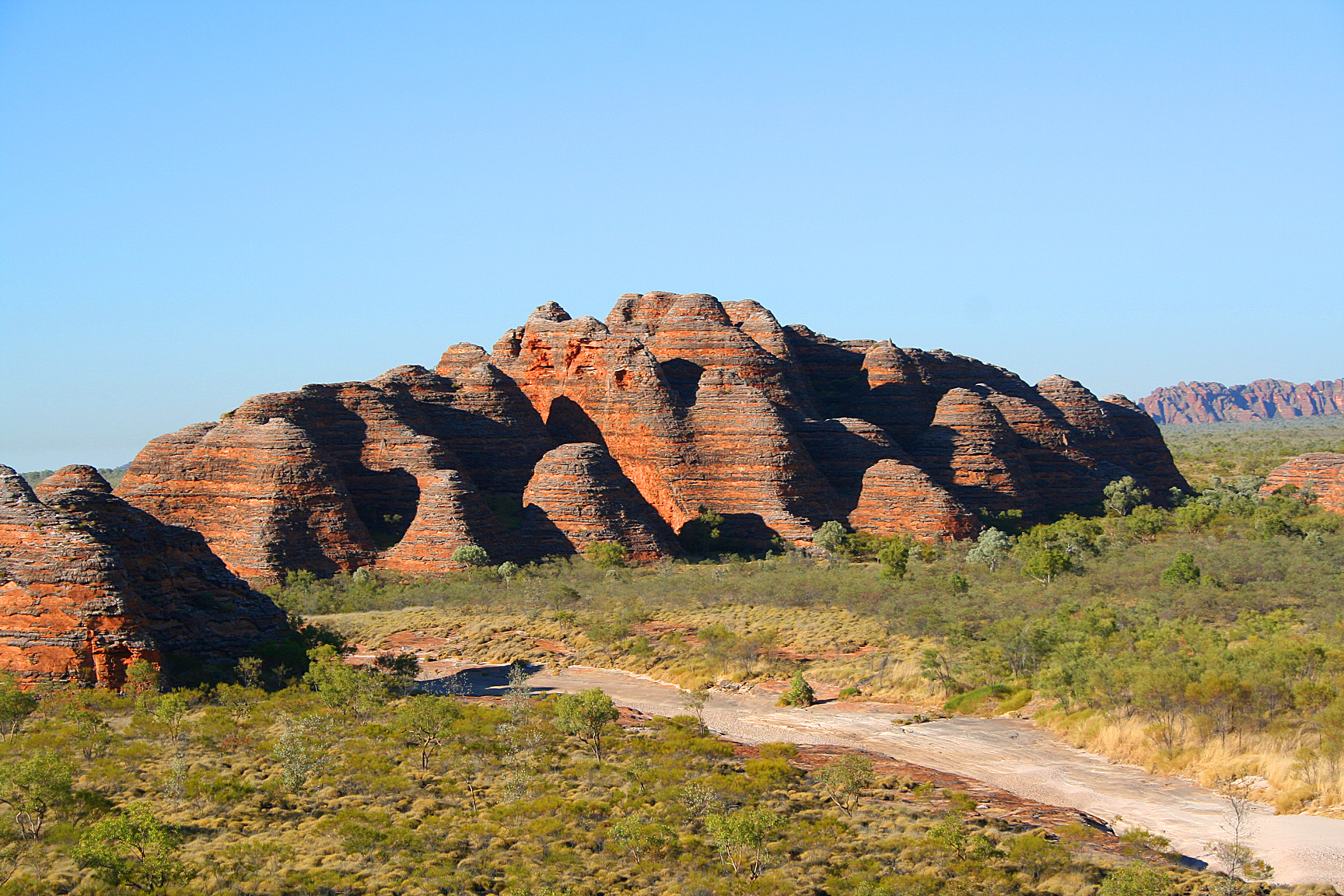
Un'immagine del Purnululu National Park, con le formazioni di arenaria del Bungle Bungle Range.

Nel corso del periodo devoniano una barriera corallina si formò prima che un calo del livello marino interessasse la regione del Kimberley; i resti di questo sistema di coralli sono ancora visibili nella Napier Range e nella Ningbing Range.

## Economia
L'economia del Kimberley si basa su diverse industrie:
- nella zona di Broome c'è una fiorente industria legata alle coltivazioni di perle;
- un terzo della produzione mondiale di diamanti proviene dalle miniere del Lago Argyle e di Ellendale; a Blina si estrae petrolio mentre nei prossimi anni diventeranno attive delle piattaforme marine per l'estrazione di gas naturale; zinco e piombo sono estratti in diverse zone della regione;
- in alcune zone dello Stato viene praticata la pastorizia, l'agricoltura (soprattutto per quanto riguarda gli alberi da frutto) e l'allevamento di animali da esportare vivi;
- tutta la regione è una popolare meta turistica.